# Leichtathletik-Europameisterschaften 2010/Teilnehmer (Belarus)
Belarus meldete 44 Sportler, davon 16 Männer und 28 Frauen, für die Leichtathletik-Europameisterschaften 2010 vom 27. Juli bis zum 1. August in Barcelona.
| Wettbewerb        | Männer                                           | Frauen |
| ----------------- | ------------------------------------------------ | --- |
| 100 m             |                                                  | Julija Balykina (Teilnahme bis Halbfinale) Julija Neszjarenka (18. Platz) Alena Neumjarschyzkaja (21. Platz)  |
| 200 m             |                                                  | Alena Kijewitsch (nicht gestartet) Alena Neumjarschyzkaja (18. Platz)                                         |
| 800 m             | Anis Ananenka                                    | Swjatlana Ussowitsch (22. Platz)                                                                              |
| 1500 m            |                                                  | Natallja Karejwa                                                                                              |
| 5000 m            |                                                  | Wolha Krautsaja                                                                                               |
| 10.000 m          | Stepan Rahautschau                               | Swjatlana Kudselitsch                                                                                         |
| 3000 m Hindernis  | Illija Slaujinski                                | |
| 100 m Hürden      | –                                                | Kazjaryna Paplauskaja Alina Talaj                                                                             |
| 110 m Hürden      | Maxim Lynscha                                    | – |
| Stabhochsprung    |                                                  | Anastassija Schwedawa                                                                                         |
| Weitsprung        |                                                  | Nastassja Mirontschyk-Iwanowa                                                                                 |
| Dreisprung        | Sjarhej Iwanau Dsmitryj Platnitskij              | Ksenija Dsjazuk Natallja Wjatkina                                                                             |
| Kugelstoßen       | Pawel Lyschyn Andrej Michnewitsch                | Nadseja Astaptschuk Natallja Michnewitsch Janina Karoltschyk-Prawalinskaja                                    |
| Diskuswurf        | Dsmitryj Siwakau                                 | |
| Hammerwurf        | Pawel Krywizki Juryj Schajunou Waleryj Swjatocha | Darja Ptschelnik Wolha Zander                                                                                 |
| Speerwurf         | Uladsimir Kaslau                                 | |
| Siebenkampf       | –                                                | Jana Maksimawa                                                                                                |
| Zehnkampf         | Andrej Krautschanka Eduard Michan                | – |
| 20 km Gehen       | Dsjanis Simanowitsch                             | Elina Matwejuk Anastassija Jazewitsch                                                                         |
| 4 × 100 m Staffel |                                                  | Julija Balykina Alena Kijewitsch Anna Ljapeschka Julija Neszjarenka Alena Neumjarschyzkaja Jekaterina Schumak |
| 4 × 400 m Staffel |                                                  | Anastassija Buldakaja Alena Kijewitsch Jekaterina Mischina Anna Taschpulataja Swjatlana Ussowitsch            |